# Find me in Paris
Find me in Paris ist eine Jugend-Fantasyserie in 3 Staffeln zu je 26 Folgen. Die Serie hatte 2018 ihre Erstausstrahlung auf Hulu. ZDF und Cottonwood Media haben die Serie produziert. Drehorte sind unter anderem das Palais Garnier und die Pariser Oper, an der die Serie auch spielt. 2019 war Find Me in Paris in mehr als 130 Ländern verfügbar.
Die zweite Staffel startete am 16. August 2019.
2019 wurde bekannt, dass für das Jahr 2020 eine dritte Staffel in Vorbereitung ist. Diese wird seit dem 28. November 2020 im deutschen Fernsehen ausgestrahlt. Die ersten beiden Folgen wurden im ZDF gezeigt. Anschließend wurden alle Folgen der dritten Staffel in der ZDFmediathek zur Verfügung gestellt. Die Erstausstrahlung der restlichen Folgen im Fernsehen begann am 1. Dezember 2020 auf KiKA, nachdem die ersten beiden Folgen am 30. November dort wiederholt wurden.

## Handlung

### Erste Staffel
Helena „Lena“ Grisky ist eine russische Prinzessin aus dem Jahr 1905. Sie ist an der Ballettschule der Opéra de Paris, um Ballerina zu werden, und gehört dort zu den besten Schülern. Ihr Freund Henri ist ein Zeitreisender, was er aber nicht weiß. Henri schenkt Lena einen Anhänger. Er ist sich nicht bewusst, dass dies kein Schmuckstück, sondern ein Zeitmesser ist. Durch diesen wird Lena in das Jahr 2018 befördert, aus dem sie nicht zurückkehren kann. Im Verlauf der Staffel lebt sich Lena in der Schule des Jahres 2018 ein, findet in Ines eine Freundin und versucht, zurück in das Jahr 1905 zu gelangen. Zu Beginn der Staffel hat Lena Schwierigkeiten mit der modernen Sprache, den vielen neuen Technologien sowie den Umgangsformen der Gegenwart. Thea entwickelt sich immer mehr zu Lenas Feindin, da Thea um ihren Platz als beste Schülerin fürchtet und daher auch nicht vor unfairen Mitteln zurückschreckt. Außerdem ist sie auf Lena eifersüchtig wegen Max.

### Zweite Staffel
In der zweiten Staffel steckt Lena anfangs immer noch im Jahr 2018 fest, während Thea in das Jahr 1905 reist und nach anfänglichen Schwierigkeiten die Zeit dort genießt. Lena und Henri können nicht zusammenkommen, da Lena nicht aus dem Jahr 1905 stammt, sondern aus dem 21. Jahrhundert und als Baby in die Vergangenheit gebracht worden war. Die Zeitsammler verfolgen sowohl Lena als auch Henri. Zudem müssen sie einer Agentin der Zeitreisebehörde entkommen, die die Anhänger an sich bringen will, um weitere Zeitreisen zu verhindern.

### Dritte Staffel
Lena, Ines, Jeff und Isaac sind im Jahr 1983 gelandet, während die Zeitsammler und Thea sich beide Zeitmesser geholt haben und nun können sie durch die Zeit reisen, wann sie wollen, also müssen sie nicht warten, bis ein Portaltag kommt.
Im Jahr 2019 verpassen Max und Henri alles, was mit den anderen passiert ist. Nico, ein Zeitreisenagent, löscht die Erinnerungen von Lena und ihren Freunden. Sie können sich nicht an irgendwen oder irgendwas aus den Zeitreisen erinnern. Getarnt als Tänzer schleicht Nico sich in den Workshop in Südfrankreich, den Lena und ihre Freunde besuchen, ein und wird Lenas neuer Tanzpartner. Er versucht herauszufinden, ob Lena die Auserwählte ist. Lena kommt Nico näher, ohne sich zu erinnern, wer er wirklich ist. Doch dann erinnern sie sich an kleine Ausschnitte aus ihrem früheren Leben und die Erinnerungen kommen zurück. Aber kaum erinnern sie sich an die Zeitreisen und alles was damit zu tun hat, vergessen sie es wieder. Doch Henri gibt nicht auf und schafft es, Lenas Erinnerungen wieder zu erwecken. Später kämpfen Lena und die Erben Nico, Frank und Henri gegen Nicos Mutter Quinn und schaffen es, sie zu besiegen. Lena erfährt, dass sie tatsächlich die Auserwählte ist, und wird die neue Leiterin der Behörde.

## Besetzung

### Hauptrollen
| Rollenname              | Schauspieler       | Hauptrolle                                    | Staffel(n) | Nebenrolle                                                                | Staffel(n) | Synchron- sprecher | Bemerkungen |
| ----------------------- | ------------------ | --------------------------------------------- | ---------- | ------------------------------------------------------------------------- | ---------- | ------------------ | --- |
| Helena „Lena“ Grisky    | Jessica Lord       | 1–78                                          | 1–3        |                                                                           |            | Victoria Frenz     | Tänzerin, Aufgewachsen in 1905, geboren 2003, später Leiterin der Zeitreisenbehörde, die Auserwählte, tanzt zum Schluss in der Compagnie und arbeitet als Aushilfslehrerin an der Ballettschule, Halbschwester von Romy, Tochter von Alexandra und Jack, beste Freundin von Ines, Freundin von Henri, Ex-Freundin von Max |
| Dorothea „Thea“ Raphael | Hannah Dodd        | 1–52                                          | 1–2        | 53–54                                                                     | 3          | Lina Rabea Mohr    | Tänzerin, Ex-Freundin von Max und Frank, reist zwischendurch ungewollt und zum Beginn der dritten Staffel bewusst ins Jahr 1905, wo sie auf eine Welttournee geht |
| Maximus „Max“ Alvarez   | Rory J. Saper      | 1–52                                          | 1–2        | 54 *                                                                      | 3          | Finlay Kühn        | Tänzer, Bruder von Ruben, Sohn von Armando, Ex-Freund von Thea und Lena, geht nach New York |
| Ines Lebreton           | Eubha Akilade      | 1–78                                          | 1–3        |                                                                           |            | Maximiliane Häcke  | Tänzerin, tanzt zum Schluss in der Compagnie und arbeitet als Aushilfslehrerin an der Ballettschule, beste Freundin von Lena, Freundin von Frank, Ex-Freundin von Dash und Pinky |
| Dash Khan               | Hiran Abeysekera   | 1–27                                          | 1–2        |                                                                           |            | Dirk Petrick       | Tänzer, Ex-Freund von Ines, geht an die London School Of Ballet |
| Jeffrey „Jeff“ Chase    | Castle Rock        | 1–78                                          | 1–3        |                                                                           |            | Henning Nöhren     | Tänzer, geht nach Los Angeles, um als Hip-Hop-Moderator, -Choreograf und -Tänzer zu arbeiten, Freund von Isaac |
| Henri Duquet            | Christy O’Donnell  | 1–53, 55, 57–70, 72–74, 76–78                 | 1–3        |                                                                           |            | Fabian Kluckert    | Zeitreisender aus dem Jahr 1905, Sohn von Victor, Freund von Lena, Musiker, Bester Freund von Oskar |
| Isaac Portier           | Terique Jarrett    | 28–78                                         | 2–3        |                                                                           |            | Tobias Schmidt     | Tänzer, tanzt zum Schluss in der Compagnie, Freund von Jeff |
| Nico Michaels           | Jake Swift         | 53, 55–72, 74–78                              | 3          |                                                                           |            | Tim Schwarzmaier   | Captain und Elite-Agent der Zeitreisenbehörde, gibt sich als Tänzer an der Ballettschule aus, Sohn von Quinn, verliebt in Lena (sie kommen NICHT zusammen) |
| Frank Murphy            | Seán Óg Cairns     | 53–54, 56–57, 59–60, 62–68, 70, 72, 74, 76–78 | 3          | 2–3, 6–7, 9–16, 18, 20–23, 25–26, 30, 32–35, 37–39, 43, 46–47, 50–52      | 1–2        | Nico Sablik        | Zeitsammler, später Mitarbeiter in der Zeitreisenbehörde, Sohn von Thomas, Freund von Ines, Ex-Freund von Thea |
| Bree Girling            | Chloé Fox          | 53, 55, 57–60, 62–66, 68–71, 73, 75–78        | 3          | 2–4, 7, 9–10, 13–14, 16–17, 21, 25, 27–28, 30–32, 34, 36–37, 40–48, 50–52 | 1–2        | Sarah Tkotsch      | Tänzerin, beste Freundin von Kennedy, gerät unwillentlich mit Henri ins Jahr 1983 und später mit Kennedy ins Jahr 1905, Freundin von Oscar |
| Kennedy Mather          | Caitlin-Rose Lacey | 53–56, 59–60, 62–66, 68–71, 73, 75, 77–78     | 3          | 2–4, 7, 9–10, 13–14, 16–17, 21, 25, 27–28, 30–32, 34, 36–37, 40–48, 50–52 | 1–2        | Lydia Morgenstern  | Tänzerin, beste Freundin von Bree, zwischenzeitlich Assistentin von Armando, gerät unwillentlich mit Bree ins Jahr 1905 |
| Claudine Renault        | Audrey Hall        | 56–57, 59–67, 69–70, 73–74, 76                | 3          | 1, 29–35                                                                  | 1, 2       | Patrizia Carlucci  | Tänzerin aus dem Jahr 1905, reist in Staffel 3 in die Gegenwart |
| Romy Jensen             | Isabelle Allen     | 57–63, 65–66, 68–69, 71–78                    | 3          |                                                                           |            | Valentina Bonalana | Tänzerin, Halbschwester von Lena, Tochter von Jack, beste Freundin von Simon |
| 1.                      |                    |                                               |            |                                                                           |            |                    | |

### Nebenrollen
| Rollenname                  | Schauspieler      | Folgen                                                                                           | Staffel(n) | Synchron- sprecher   | Bemerkungen |
| --------------------------- | ----------------- | ------------------------------------------------------------------------------------------------ | ---------- | -------------------- | --- |
| Gabrielle Carré             | Katherine Erhardy | 1–3, 6, 9–10, 12–17, 19, 23, 25–28, 33–34, 38–40, 43, 45–46, 48–52, 54, 63, 65–69, 71, 73, 76–78 | 1–3        | Silvia Mißbach       | Leiterin der Ballettschule der Opéra de Paris, ehemalige Profi-Tänzerin                                            |
| Gabrielle Carré             | Georgia Ware      | 53                                                                                               | 3          |                      | Tänzerin, junge Gabrielle im Jahr 1983                                                                             |
| Victor Duquet               | Ingo Brosch       | 1, 3, 6, 8, 14–15, 19–21, 24–25, 27, 34, 40–41                                                   | 1–2        | Ingo Brosch          | Zeitreisender aus dem Jahr 1905, Vater von Henri, werden zwischenzeitlich die Zeitreiseerinnerungen gelöscht       |
| Etienne                     | Chris Baltus      | 1, 3–5, 7–11, 17–18                                                                              | 1          | Oliver Feld          | Tanzlehrer an der Pariser Ballettschule                                                                            |
| Prinzessin Alexandra Grisky | Elisa Doughty     | 1, 22–25, 27, 64, 66, 78                                                                         | 1, 2, 3    | Martina Treger       | Zeitreisende aus dem Jahr 1905, Mutter von Lena, wurde zwischenzeitlich von Lex verjüngt                           |
| Pinky                       | Lawrence Walker   | 2–3, 6–16, 18, 20–23, 25–26, 29–33, 35, 39–40, 42–43, 46–47, 49–54                               | 1–3        | Adam Nümm            | Zeitsammler, Ex-Freund von Ines                                                                                    |
| Clive                       | Luca Varsalona    | 2–3, 6–7, 9–15, 18, 20–23, 25–27, 30, 50–53, 56–57, 59                                           | 1–3        | Dirk Stollberg       | Zeitsammler |
| Oscar                       | Javone Prince     | 4–5, 7–8, 12, 17, 20–21, 23–25, 27                                                               | 1–2        | Tommy Morgenstern    | Besitzer des Uhrenladens in Paris (Treffpunkt für Zeitreisende)                                                    |
| Reuben Bello                | Manuel Pacific    | 18, 20, 25                                                                                       | 1          | Christian Zeiger     | Tänzer, Bruder von Max, Sohn von Armando                                                                           |
| Francie Parks               | Sophie Airdien    | 19, 24–26                                                                                        | 1          |                      | Agentin der Zeitreisenbehörde, wird gekündigt                                                                      |
| Armando Castillo            | Rik Young         | 19–21, 23–26, 28–39, 41–43, 45–46, 48–49, 51–52, 54–69, 71–72, 74–78                             | 1–3        | Patrick Winczewski   | Tanzlehrer an der Pariser Ballettschule, Vater von Max und Reuben                                                  |
| Alexa „Lex“ Dosne           | Rameet Rauli      | 27–28, 30, 32, 34–35, 38–40, 45, 48–53                                                           | 2–3        | Friedel Morgenstern  | Agentin, später Elite-Agentin der Zeitreisenbehörde, Assistentin von Captain Nico Michaels, wird von Nico gelöscht |
| junger Oscar                | Edward Kagutuzi   | 27–28, 31, 36, 40, 44, 46–49, 55, 57–59, 66–68, 70, 72                                           | 2–3        | Sascha Werginz       | Besitzer des Uhrenladens in Paris (Treffpunkt für Zeitreisende), wurde von Lex verjüngt, Freund von Bree           |
| Owen                        | Jelle Florizoone  | 38–39                                                                                            | 2          | Jonas Lauenstein     | Tänzer aus London                                                                                                  |
| Jenna Bix                   | Esther Lindebergh | 38–39, 55–56, 59, 61                                                                             | 2, 3       | Anna Amalie Blomeyer | Tänzerin aus London, Tanzpartnerin von Isaac beim Workshop in Südfrankreich                                        |
| Simon                       | Louis Davison     | 57–61, 69, 71, 73–76, 78                                                                         | 3          | Ben Hadad            | Tänzer, bester Freund von Romy                                                                                     |
| Jack                        | Josh Burdett      | 57 *, 63, 68, 71, 78                                                                             | 3          |                      | Vater von Lena und Romy                                                                                            |
| Quinn                       | Kirsty Mitchell   | 64–66, 70, 74, 77                                                                                | 3          |                      | ehemalige Leiterin der Zeitreisenbehörde, Mutter von Nico, wurde von Lena, Nico, Frank und Henri besiegt           |
| Thomas                      | Martin Cairns     | 64                                                                                               | 3          |                      | Vater von Frank |
| 1.                          |                   |                                                                                                  |            |                      | |

## Episodenliste

### Staffel 1
| Staffel 1  | Staffel 1 | Staffel 1                      | Staffel 1                       | Staffel 1                 |
| Nr. (ges.) | Nr. (St.) | Originaltitel                  | Deutscher Titel                 | Deutsche Erstausstrahlung |
| ---------- | --------- | ------------------------------ | ------------------------------- | ------------------------- |
| 1          | 1         | The Portal of the Opera        | Eine unglaubliche Reise         | 4. November 2018          |
| 2          | 2         | Rooftop Hip–Hop                | Eine Welt voller Fragezeichen   | 11. November 2018         |
| 3          | 3         | Together Again                 | Zeig, wer du bist!              | 13. November 2018         |
| 4          | 4         | Just Dance                     | Das Video–Tagebuch              | 13. November 2018         |
| 5          | 5         | Pineapple Therapy              | Die Ananas-Therapie             | 14. November 2018         |
| 6          | 6         | Battle of the Tutus            | Harte Konkurrenz                | 14. November 2018         |
| 7          | 7         | Curse of the Fairy             | Der Fluch der Fee               | 15. November 2018         |
| 8          | 8         | Twirls, Spins, and Dobles      | Eine anspruchsvolle Hausaufgabe | 15. November 2018         |
| 9          | 9         | Faux Besties                   | Ein ungewöhnliches Trio         | 19. November 2018         |
| 10         | 10        | A Pain in the Bun              | Mutter zu Besuch                | 19. November 2018         |
| 11         | 11        | What Happens under the Garnier | Schlechte Scherze               | 20. November 2018         |
| 12         | 12        | The Chill Method               | Die Chill–Methode               | 20. November 2018         |
| 13         | 13        | Gone                           | Freude und Verzweiflung         | 21. November 2018         |
| 14         | 14        | Time to Face the Music         | Ernste Lage                     | 21. November 2018         |
| 15         | 15        | Between the Bricks             | Auf die Probe gestellt          | 22. November 2018         |
| 16         | 16        | High–Stakes Hip-Hop            | Flashmob                        | 22. November 2018         |
| 17         | 17        | A Slippery Pointe              | Süß-saure Rache                 | 26. November 2018         |
| 18         | 18        | Oh Brother                     | Eine persönliche Einladung      | 26. November 2018         |
| 19         | 19        | Running in the Family          | Komplizierte Familienbande      | 27. November 2018         |
| 20         | 20        | Secrets and Pointes            | Brüder und Rivalen              | 27. November 2018         |
| 21         | 21        | L.O.V.E.                       | Liebe und Missverständnisse     | 28. November 2018         |
| 22         | 22        | They Know                      | Hip-Hop im Museum               | 28. November 2018         |
| 23         | 23        | Spinning Lies                  | Verstrickt in Lügen             | 29. November 2018         |
| 24         | 24        | Dance ’till You Drop           | Tanzen bis zum Umfallen         | 29. November 2018         |
| 25         | 25        | A Dangerous Game               | Ein gefährliches Spiel          | 3. Dezember 2018          |
| 26         | 26        | Showtime                       | Tag der Entscheidung            | 3. Dezember 2018          |

### Staffel 2
| Staffel 2  | Staffel 2 | Staffel 2             | Staffel 2                    | Staffel 2                 |
| Nr. (ges.) | Nr. (St.) | Originaltitel         | Deutscher Titel              | Deutsche Erstausstrahlung |
| ---------- | --------- | --------------------- | ---------------------------- | ------------------------- |
| 27         | 1         | Moments Later         | Ein großes Durcheinander     | 2. November 2019          |
| 28         | 2         | New Year, New Rules   | Neues Jahr, neue Regeln      | 2. November 2019          |
| 29         | 3         | Out of Place          | Fehl am Platz                | 9. November 2019          |
| 30         | 4         | Whatever It Takes     | Alles für den Erfolg         | 9. November 2019          |
| 31         | 5         | Game On               | Gewagtes Spiel               | 13. November 2019         |
| 32         | 6         | Unexpected Allies     | Falsche Freunde              | 13. November 2019         |
| 33         | 7         | Close Call            | Eine knappe Sache            | 14. November 2019         |
| 34         | 8         | Break a Leg           | Übertriebener Ehrgeiz        | 14. November 2019         |
| 35         | 9         | Guess Who’s Back      | Unfreiwillige Rückkehr       | 18. November 2019         |
| 36         | 10        | New Kids On the BLOK  | Rivalinnen für immer         | 18. November 2019         |
| 37         | 11        | The Takeover          | Die Übernahme                | 19. November 2019         |
| 38         | 12        | Ballet Off            | Riskanter Ausweg             | 19. November 2019         |
| 39         | 13        | Can’t Beat the Elite  | Großer Auftritt in Brüssel   | 20. November 2019         |
| 40         | 14        | On the Run            | Flucht aus dem Zeitgefängnis | 20. November 2019         |
| 41         | 15        | Like Father, Like Son | Wie der Vater, so der Sohn   | 21. November 2019         |
| 42         | 16        | Spread the Love       | Valentinstag                 | 21. November 2019         |
| 43         | 17        | Who’s the Boss?       | Großes Drama                 | 25. November 2019         |
| 44         | 18        | The Brainy Bunch      | Das Wissenschafts–Projekt    | 25. November 2019         |
| 45         | 19        | Sabotage              | Sabotage                     | 26. November 2019         |
| 46         | 20        | Mystery Princess      | Nichts als Probleme          | 26. November 2019         |
| 47         | 21        | Flash Forward         | Eine Rückkehr in die Zukunft | 27. November 2019         |
| 48         | 22        | Mutiny at the Garnier | Der Aufstand                 | 27. November 2019         |
| 49         | 23        | Lost and Found        | Ein Hin und Her              | 28. November 2019         |
| 50         | 24        | One Last Chance       | Ein großes Wagnis            | 28. November 2019         |
| 51         | 25        | He Knows              | Ein folgenschwerer Plan      | 2. Dezember 2019          |
| 52         | 26        | Going Home            | Der Abschied                 | 2. Dezember 2019          |

### Staffel 3
| Staffel 3  | Staffel 3 | Staffel 3             | Staffel 3                   | Staffel 3                 |
| Nr. (ges.) | Nr. (St.) | Originaltitel         | Deutscher Titel             | Deutsche Erstausstrahlung |
| ---------- | --------- | --------------------- | --------------------------- | ------------------------- |
| 53         | 1         | This is 1983          | Ungeplanter Zwischenstopp   | 28. November 2020         |
| 54         | 2         | The Future of Dance   | Alt gegen Neu               | 28. November 2020         |
| 55         | 3         | Pair Up               | Partnerlos                  | 1. Dezember 2020          |
| 56         | 4         | Trouble in Paradise   | Ein vager Verdacht          | 1. Dezember 2020          |
| 57         | 5         | The New Girl          | Überraschende Konkurrenz    | 2. Dezember 2020          |
| 58         | 6         | Trip Down Memory Lane | Bilder aus alten Zeiten     | 2. Dezember 2020          |
| 59         | 7         | Slamming Doors        | Streit an allen Ecken       | 3. Dezember 2020          |
| 60         | 8         | Magic Kiss            | Der magische Kuss           | 3. Dezember 2020          |
| 61         | 9         | Old Friends           | Beste Feindinnen            | 7. Dezember 2020          |
| 62         | 10        | Down to the Wire      | Das Armband                 | 7. Dezember 2020          |
| 63         | 11        | Family Reunion        | Plötzlich Schwestern        | 8. Dezember 2020          |
| 64         | 12        | The Nutcracker        | Der Ball der Zeitreisenden  | 8. Dezember 2020          |
| 65         | 13        | Four Heirs            | Der Tschaikowsky–Abend      | 9. Dezember 2020          |
| 66         | 14        | The Deal              | Eine Abmachung              | 9. Dezember 2020          |
| 67         | 15        | You’re All Out        | Unerwartete Zwischenprüfung | 10. Dezember 2020         |
| 68         | 16        | Operation Armando     | Operation Armando           | 10. Dezember 2020         |
| 69         | 17        | What If?              | Blick in die Zukunft        | 14. Dezember 2020         |
| 70         | 18        | Who’s Got Talent?     | Die Talentshow              | 14. Dezember 2020         |
| 71         | 19        | Only the Best         | Nur die Besten              | 15. Dezember 2020         |
| 72         | 20        | Rescue Mission        | Rettungsmission             | 15. Dezember 2020         |
| 73         | 21        | Video Undercover      | Geheimes Video              | 16. Dezember 2020         |
| 74         | 22        | Time to Train         | Training Total              | 16. Dezember 2020         |
| 75         | 23        | No Dance Day          | Tanzfrei                    | 17. Dezember 2020         |
| 76         | 24        | This is It            | Der Tag der Tage            | 17. Dezember 2020         |
| 77         | 25        | The Chosen One        | Auserwählt                  | 21. Dezember 2020         |
| 78         | 26        | Make It or Break It   | Alles wird gut              | 21. Dezember 2020         |

## Produktion
Find Me in Paris ist eine französisch-deutsche Serie, die von Cottonwood Media in Kooperation mit dem ZDF, ZDF Enterprises, und der Opera National de Paris produziert wurde. Das Produktionsbudget für die erste Staffel betrug 12,5 Millionen Dollar.

## Veröffentlichung
Find me in Paris hatte seine Premiere 2018 beim Video-on-Demand-Anbieter Hulu. Am 14. April 2018 war die TV-Premiere auf Disney Channel France. In Deutschland wurde Serie ab dem 4. November 2018 in der ZDFmediathek gezeigt. Das ZDF sendete die erste Folge am 11. November 2018. Mit Spellbound – Verzaubert in Paris wurde 2022 ein Spin-off der erfolgreichen Serie Find me in Paris produziert, das ab Dezember 2023 erstmals bei KiKA ausgestrahlt wird.